# 세계의 영원
세계의 영원의 문제는 고전 시대의 철학자들, 특히 중세 신학자들과 13세기의 철학자들의 관심사였다. 문제는 세계가 시간에서부터 시작되어 있는 지, 아니면 영원에서부터 존재하는 지의 여부이다. 문제는 서방 라틴에서 재발견된, 세계의 영원을 믿는, 아리스토텔레스의 작품 중 일부가 13세기 분쟁의 초점이 되었다. 이 관점은 세계가 시간에서부터 시작한다는 가톨릭 교회의 관점과 충돌했다. 아리스토텔레스의 관점은 1210-1277년의 비난 동안 금지되었다.

## 같이 보기
- 아베로에스주의
- 1210–1277년의 비난
- 영원주의
- 에너지 보존 법칙